# John Boles (duchowny)
John Patrick Boles (ur. 21 stycznia 1930 w Bostonie, Massachusetts; zm. 9 października 2014 w Framingham) – amerykański duchowny katolicki, biskup pomocniczy Bostonu w latach 1992-2006.

## Życiorys
Święcenia kapłańskie otrzymał 2 lutego 1955 z rąk kard. Richarda Cushinga i inkardynowany został do rodzinnej archidiecezji.
14 kwietnia 1992 papież Jan Paweł II mianował go biskupem pomocniczym Bostonu ze stolicą tytularną Nova Sparsa. Sakrę otrzymał z rąk ówczesnego metropolity kard. Bernarda Law. Na emeryturę przeszedł 12 października 2006.